# Melanie Martinez
Pour les articles homonymes, voir Martínez.
Melanie Adele Martinez, née le 28 avril 1995 à New York, est une auteure-compositrice-interprète, productrice, réalisatrice et actrice américaine.
Elle connait le succès en 2012 après avoir auditionné dans la saison 3 de l'émission télévisée américaine The Voice. Au cours de la cinquième semaine, elle a été éliminée, ce qu'il l'a incitée à signer chez Atlantic Records et a sorti son premier single Dollhouse, suivi de sa première pièce prolongée.
En 2015 elle sort son premier album studio Cry Baby, qui a été certifié double platine par la RIAA. L'album contient les singles : Pity Party, Soap et Mrs. Potato Head. Elle a également sorti trois autres albums : K-12 (2019), After School (2020) et Portals (2023) qui ne connaitra pas le même succès que son premier album studio Cry Baby.
Ses trois albums décrivent la vie de son personnage/alter-ego "Cry Baby" où on la voit et l'entend grandir à travers les chansons. Elle naît au début de Cry Baby, va à l'école dans K-12, deviens adulte dans After School et expérimente la mort et une résurrection dans Portals. On suit donc Melanie et Cry Baby dans toute ses émotions, expériences de vies, traumatismes, expressions artistiques et même joies. 

## Biographie

### Jeunesse
Melanie Martinez étudie à Plaza Elementary School, bénéficiant des cours de chant de son professeur. Elle commence à écrire des poèmes dès la maternelle. À l'âge de quatorze ans, elle apprend à jouer de la guitare d'elle-même.

### Débuts avecThe VoiceetDollhouse EP(2012-2014)
En 2012, Melanie Martinez participe au télé-crochet MSG Varsity Talent Show. Elle y interprète Money (That's What I Want) de Barrett Strong et Shake Me, Wake Me (When It's Over) de The Four Tops, avant d'être éliminée au second tour.
La même année, elle participe en tant que candidate à la saison 3 de l'édition américaine de The Voice. Elle auditionne avec la chanson Toxic de Britney Spears. Trois juges, Adam Levine, Cee Lo Green et Blake Shelton, se retournent et elle choisit de rejoindre l'équipe d'Adam Levine. Elle finit dans le top 6.
Après l'émission, elle commence à travailler sur son projet musical. Son premier single, Dollhouse, sort le 9 février 2014. Le 7 avril 2014, elle signe un contrat avec le label Atlantic Records. Son premier EP Dollhouse composé de quatre morceaux sort le 19 mai,. Son deuxième single, Carousel, est certifié disque d'or par la RIAA, et est utilisé comme bande-son dans l'un des trailers de la quatrième saison de la série télévisée d'anthologie de FX, American Horror Story. Du 4 juin 2014 au 13 mars 2015 se déroule sa première tournée : le Dollhouse Tour.

### Cry Baby(2015-2018)
Elle publie son premier album, Cry Baby, le 14 août 2015. Il se place à la sixième place du top Billboard à sa sortie et s'est vendu à 56 000 exemplaires en septembre 2015. C'est un album-concept à propos d'un monde créé autour du personnage de Cry Baby, qui représente la chanteuse,. Il est le dixième meilleur album de l'année 2015 selon les journalistes du site web Idolator, le seizième selon Brennan Carley, et le vingt-deuxième selon les journalistes de Spin. Le single Pity Party (extrait de l'album) est certifié disque d'or par la RIAA. Le clip vidéo de la chanson Cry Baby sort le 14 mars 2016 ; il est en grande partie inspiré du film Alice, Douce Alice de 1972. La promotion de l'album bénéficie également de deux double features : un incluant les titres Soap et Training Wheels, ainsi qu'un deuxième regroupant Tag, You're It et Milk and Cookies.
Elle collabore avec la marque de cosmétiques Lime Crime sur deux rouges à lèvres, un sorti en 2015 et l'autre en 2016. Elle sort également un parfum inspiré de son album, le Cry Baby Perfume Milk. Malheureusement, il fut discontinué vu que la compagnie n’existe plus.De 2015 à 2016 se déroule sa tournée, le Cry Baby Tour. En novembre 2016, Melanie Martinez sort son second EP, Cry Baby's Extra Clutter, un vinyle contenant les titre bonus de l'album, ainsi que son single de Noël, Gingerbread Man.
En 2017, il est annoncé que la chanteuse prévoit de réaliser un film pour 2018. Melanie Martinez prévoit de sortir un deuxième album en 2018. Lors d'une interview accordée au magazine Alternative Press, elle déclare que ce nouvel album parlerait de Cry Baby (personnage) en dehors de sa maison. Cette fois, la petite fille se trouvera en ville, dans un endroit bien spécifique que la chanteuse a refusé de dévoiler. L'album parlera du vécu de Cry Baby dans cet endroit et introduira de nouveaux personnages dont Melanie racontera l'histoire.

### K-12(2019)
Le 6 septembre 2019, la chanteuse a révélé son nouvel album K-12 sous forme filmographique après quatre années consacrées à l'écriture et à la réalisation de ce dernier.
Dans cette œuvre faisant suite à son premier album, Melanie Martinez conte les différentes aventures par lesquelles passe son personnage Cry Baby lors de son entrée dans l'univers scolaire. Au travers de treize chansons pleines de messages sur la société, elle partage une partie de son vécu et de ses observations quant à cet univers, abordant de nombreux sujets comme : le harcèlement scolaire, la pression sociale, les rapports familiaux, le sexisme présent dans notre monde contemporain, le rapport à soi-même et à son corps, etc.
Fin 2019, la chanteuse informe qu'un nouvel EP intitulé After School est prévu pour le printemps 2020[réf. nécessaire]. Les morceaux de l'EP sont aussi ajoutés à la version Deluxe de l'album K-12.

### After School EP(2020-2022)
En 2020, elle sort plusieurs singles, comme Fire Drill (présent à la fin du film K-12) ou Copy Cat, en feat avec Tierra Whack. Puis, le 25 septembre, elle sort son EP After School, comportant 7 chansons, toutes exclusives, dont le single The Bakery, seul morceau de l'EP qui aura droit à son clip vidéo.
Un de ses anciens titres, Play Date, sorti sur la version deluxe de Cry Baby, a monté en popularité à la suite d'un remix d'un utilisateur de Tiktok en 2021.
En 2022, Melanie sort une collection de chaussures en collaboration avec Koi Footwear. 5 styles ont été créés : 
- Teddy Bear Pastel
- Melanie Sweetheart Edition
- Melanie Alphabet Edition
- Cake Show Ballerina
- Cry Baby Blue.

### Portals(2023)
Le 18 février 2023, après avoir archivé la totalité de son contenu Instagram, Melanie Martinez débuta la promotion de son troisième album studio, intitulé Portals, après quatre ans d’absence. L'album sortit le 31 mars de la même année. Dans cet album, on découvre que Cry Baby (sa forme terrestre) est "morte", mais revient à la vie sous une nouvelle forme féerique ; c'est ce "vaisseau" comme le nomme Melanie, qu'elle montrera à travers les médias et sur scène désormais pour promouvoir son nouvel album : habillée très souvent de mousse ou bien de matière végétale et organique, possédant quatre yeux, un museau aux babines félines et arborant une peau rose pastel. Plus tard, on apprendra que cette nouvelle forme se fait aussi appeler "la Créature".

Melanie Martinez durant son Portals Tour à Denver, dans le Colorado (2023).

Cet album est plus porté sur des sons mystiques, à travers une forte utilisation de l’auto-tune pour offrir à la voix de Martinez un ton surnaturel, accompagné de morceaux spécifiques à un univers onirique ("MILK OF THE SIREN" faisant référence à la créature éponyme, ou encore "NYMPHOLOGY" à la nymphe, être mythique vivant en symbiose avec la nature, créature qui pourrait faire aussi référence à la nouvelle forme de Cry Baby).
Martinez a déclaré aussi sur les réseaux sociaux qu'elle "souhaitait prendre son temps pour sortir les clips vidéos de son album" car une nouvelle tournée mondiale destinée à promouvoir son album, appelée Portals Tour fut lancée en mai 2023. Malgré tout elle sortit le 24 mars le clip de "DEATH", la première chanson de l'album (et premier single promotionnel qui fut classé 95ème au Billboard Hot 100) ou l'on voit l'ancienne forme de Cry Baby dans une tombe fraîchement creusée au centre d'une grotte, et son nouveau vaisseau sortant de tombe pour se dévoiler enfin au monde. Le second morceau de l'album, intitulé "VOID" fut promu en tant que second single de l'album, se hissa à la 61ème place au Billboard Hot 100 et fut accompagné d'un clip sorti le 13 juin, ou l'on aperçoit subrepticement la forme originelle de Cry Baby sortir d'un cœur géant et, de nouveau sous sa forme nouvelle, tenter d'échapper à une menace constitué de vide, de copies d'elle-même ou encore de tentacules agressives. Martinez fut nommée aux VMA dans la catégorie "Meilleurs Effets Spéciaux" pour son clip, mais rata le prix de peu, qui fut raflé par Taylor Swift pour son morceau "Anti-Hero".
Martinez dévoila par la suite son album au complet, composé de 16 morceaux (sous son édition deluxe) à travers les réseaux, dont sur Youtube. Il s'ensuivit des clips de son Portais Tour, agrémentés en novembre 2023 du lancement d'une nouvelle collection de parfums intitulée Portals Perfume, composée de quatre parfums différents réunis dans une boîte à l'effigie du nouveau vaisseau de Cry Baby, développés en collaboration avec l'entreprise indépendante Flower Shop Perfumes, ainsi que de la sortie sur Youtube du clip de "EVIL", créé uniquement en images de synthèse afin de poursuivre la promotion de l'album, et en tant que 3ème single promotionnel.
En décembre 2023, Martinez dévoila le clip du 3ème morceau de l'album, intitulé "TUNNEL VISION", ou la Créature semble chuter d'un lieu inconnu, et se dirige ensuite vers un puits, guidée par des lucioles.
Martinez continuera à sortir un clip par morceau au fil du temps, comme elle l'avait fait pour Cry Baby et K-12. Ainsi, en février 2024, sort le clip de "FAERIE SOIRÉE" mettant en scène la Créature et ses danseurs du Portals Tour dansant et s'amusant autour de champignons géants.
Parallèlement à la sortie de ce clip, la chanteuse annonce la fin de sa tournée Portals Tour, et le lancement d'une nouvelle tournée intitulée The Trilogy Tour, reprenant les morceaux de ses trois albums Cry Baby, K-12 et Portals, afin de mettre fin à l'histoire de son alter-ego, et qui débute en mai 2024 et se clot en février 2025.
Suivra le clip de "LIGHT SHOWER", dévoilé durant sa tournée The Trilogy Tour en mai 2024, ou la Créature, sous forme d'escargot géant, suit une boule de lumière mystérieuse ; ce clip sera par la suite nommé aux Hollywood Music Video Awards dans les catégories Meilleure Animation et Meilleurs Effets Visuels en février 2025.
Au mois de novembre 2024, la marque Urban Outfitters collaborera avec Martinez à travers la sortie d'une version vinyle 45t du morceau "MILK OF THE SIREN"
Le clip de "SPIDER WEB", sorti début décembre 2024, possède un format plus réaliste (plus de prises de vue réelles et moins de CGI) avec un sujet fort : le danger du numérique. Dans ce clip, la Créature émerge d'un cocon sous forme d'insecte volant et n'est que spectatrice du drame illustré dans la vidéo.
En mars 2025, pour les deux ans de son dernier album, Martinez met en vente l'édition deluxe de Portals en format vinyle, comprenant les morceaux de la version deluxe "POWDER", "PLUTO" et "MILK OF THE SIREN" et du contenu inédit sous forme de jeu de plateau avec pions, règle, fiches de scores, ainsi qu'un carnet illustré regroupant les paroles de chaque morceau.
Également en mars 2025 est sorti le clip de LEECHES. Dans la vidéo, la Créature est totalement absente, laissant la place à deux autres actrices (Mia Rose Castaneda et Valeria Aragón Vega), interprétant le même personnage: une enfant prise au piège par une sangsue, qui faisait semblant d'être son amie. La vidéo utilise plus de CGI, cette fois pour les sangsues roses qui apparaissent tout au long de celle-ci, et le message délivré est ambigu : selon la perspective par laquelle on voit le clip et la chanson, la métaphore peut être le danger des amitiés toxiques, mais aussi une critique des habitants de Los Angeles qui peuvent être perçus comme manipulateurs.

## Style
Son style musical est décrit comme de la pop, pop alternative, art pop, électro pop, et pop sombre. Sa musique est décrite par The Guardian comme une électropop décalée et jurante. Rolling Stone a décrit la musique de Martinez comme des berceuses tordues sur l'amour, le danger et la folie.
Elle est connue pour son look, ainsi que pour ses tenues inspirées de baby doll, d'uniformes et de créatures dans les vidéoclips et lors de ses performances.

## Controverses

### Accusations de viol
Le 4 décembre 2017, Timothy Heller, une ancienne amie de Mélanie Martinez, l'accuse via Twitter de l'avoir agressée et violée deux ans auparavant. Le même jour, Martinez répond par un post Twitter, dans lequel elle se dit "terrifiée et attristée" par les accusations portées à son encontre, avant de conclure en disant que "ni elle ni Heller n'avaient dit non à ce qu'elles ont fait.", Le 9 décembre 2017, Martinez répond un peu plus en détail à travers un second post, dans lequel elle remercie ses fans d'avoir analysé les anciens posts d'Heller, "révélant les fausses prises de position d'Heller" et clamant qu'elle "ne ferait jamais quoi que ce soit d'intime avec personne sans leur consentement absolu".  
Le 19 juillet 2024, Heller poste une nouvelle vidéo dans laquelle elle réaffirme ses accusations et réfute qu'elle aurait "avoué avoir menti". Elle raconte aussi le harcèlement qu'elle a subi de la part de la communauté de Mélanie, déclarant qu'elle a "soudainement eu des milliers de comptes haineux dédiés à elle, des milliers de dislikes et de commentaires négatifs sur toutes ses musiques, et des histoires ridicules inventées de toutes pièces sur elle, postées sur internet", ce qui l'a poussée à supprimer ses réseaux sociaux. Elle revendique également avoir été doxxée et piratée et déclare que "son adresse, son numéro de téléphone et ceux de sa famille ont été postés", que "chacun de ses réseaux sociaux a été piraté, y compris son adresse e-mail", et que "la seule chose qui n'a pas été piratée était son compte en banque."

## Discographie

### EP
- 2014 : Dollhouse (Atlantic Records, Warner/Chappell Music)

1. Dollhouse
2. Carousel (en)
3. Dead to Me
4. Bittersweet Tragedy

- 2016 : Cry Baby's Extra Clutter (Atlantic Records, Warner/Chappell Music)

1. Play Date
2. Teddy Bear
3. Cake
4. Gingerbread Man

- 2020 : After School EP

1. The Bakery
2. Test Me
3. Numbers
4. Notebook
5. Glued
6. Field Trip
7. Brain & Heart

## Filmographie
- 2019 : K-12 : Cry Baby

## Tournées
- 2013-2014 : Dollhouse Tour
- 2015-2016 : Cry Baby Tour
- 2019-2020 : K-12 Tour
- 2020 : Can't wait until I'm out of K-12
- 2023 : Portals Tour
- 2024 : Trilogy Tour